# Асанов, Болат Каришалович
Болат (Булат) Каришалулы Асанов (каз. Болат Кәрішалұлы Асанов; род. 7 мая 1961, Алма-Ата) — казахстанский историк, писатель, шахматист, мастер спорта СССР (1979), гроссмейстер (1994), заслуженный тренер Республики Казахстан (1997), международный арбитр (1998), заслуженный тренер России (2003), старший тренер ФИДЕ (2004). Член ЦК ФИДЕ (1994—1998), делегат ФИДЕ в МОК (2006—2008). Является сыном казахстанского писателя, историка и общественного деятеля Каришала Асанова.

## Биография
В 1973—1980 тренировался в шахматной школе М. Ботвинника. В 1984 году окончил Каз ГУ им. Кирова факультет журналистики, кандидат исторических наук (1989). Асанов — чемпион шахматных турниров мусульманских стран (Багдад, 1992), Азии (1993). В составе сборной Казахстана участник 30-й Олимпиады (1992) в Маниле, победитель командного чемпионата Азии 1993 г. С 1993 г. главный тренер сборной команды Казахстана по шахматам.
С 1992 по 2011 гг. занимал следующие посты в Казахстанской федерации шахмат: вице-президент, первый вице-президент, Президент, делегат ФИДЕ.
Почётный гражданин Республики Калмыкия (2007). Почётный профессор Американского шахматного университета (2007). Почётный Президент Федерации шахмат РК (с 2004 года)
07 мая 2005 года Болат Асанов добился восстановления исторической справедливости, обратившись с письмом к Верховному главнокомандующему Вооруженными силами России Владимиру Путину, о водружении знамени Победы над рейхстагом лейтенантом Рахимжаном Кошкарбаевым и рядовым Григорием Булатовым. Институт военной истории Министерства обороны России официально подтвердил данный факт. В последующие годы Б. Асанов не раз возвращался к данному вопросу.
Правительственные награды: медаль «Ерен еңбегі үшін» («За трудовое отличие», 2011 г.)
Награжден медалями Кемеровской области: «65 лет Кемеровской области» (2008), «За служение Кузбассу» (2012), «Медаль Алексея Леонова» (2015). 
Женат, имеет двух дочерей.

## Изменения рейтинга
| Графики недоступны из-за технических проблем. См. информацию на Фабрикаторе и на mediawiki.org. |

## Книги
- Туркестан в 1917 году/Асанов Б. К., Ким С. Е. — Алматы, 2009—192 стр.
- Рассказы/Асанов Б. К. — Москва, 2014 — 95 стр.
- Безымянная табличка/Асанов Б. К., Олейников Д. И.// Родина, 2009,N № 5.-С.12-13
- "Сын казака, казак… " /Асанов Б. К., Олейников Д. И. // Родина. — 2009. — № 10 — С. 120 : ил.: 2 фото. — Библиогр. в примеч. . — ISSN 0235-7089
- По дорогам и тропам евразийской истории/Асанов Б. К., Олейников Д. И. - М., 2011, изд. 2-е.
- Дневник чемпионата//Асанов Б. К. - Алматы, 2016 - 118 стр.